# Kunturiri (Bolivia-Chile)
Kunturiri (aymara kunturi kondor, -(i)ri suffix, också Condoriri) är ett berg i Bolivia och Chile.   Det ligger i departementet Oruro, i den västra delen av landet, 400 km väster om huvudstaden Sucre. Toppen på Kunturiri är 5 209 meter över havet, eller 32 meter över den omgivande terrängen. Bredden vid basen är 0,87 km.
Terrängen runt Kunturiri är huvudsakligen lite bergig. Trakten är glest befolkad. 